# Bartatua
Bartatua (cita: Pr̥ϑutavā; acádio:  Bartatua ou Partatua) ou Protóties (grego antigo: Προτοθυης, romanizado: Protothuēs; latim: Protothyes) foi um rei cita que governou durante o período da presença cita na Ásia Ocidental no século VII a.C.

## Nome
O acádio Bartatua () e o grego antigo Protothuēs (Προτοθυης) são derivados de um nome de língua cita cuja forma original era *Pr̥ϑutavā, "com força de longo alcance."

## Vida e reinado
Bartatua foi o sucessor do rei cita anterior, Ispacaia, e pode ter sido seu filho. Depois que Ispacaia atacou o Império Neoassírio e morreu em batalha contra o rei assírio Assaradão por volta de 676 a.C., Bartatua o sucedeu.
Em meados da década de 670 a.C., em aliança com um grupo oriental de cimérios que migraram para o planalto iraniano, os citas sob Bartatua estavam ameaçando as províncias assírias de Parsumas e Bīt Ḫamban, e essas forças conjuntas cimério-citas ameaçavam a comunicação entre o Império Assírio e seu vassalo de Ḫubuškia.
No entanto, os assírios iniciaram negociações com Bartatua imediatamente após a morte de Ispacaia, e em 672 a.C. ele pediu a mão da filha de Assaradão, Seruaeterate, em casamento, o que é atestado nas perguntas de Assaradão ao oráculo do deus-sol Samas. Se esse casamento aconteceu não está registrado nos textos assírios, mas a estreita aliança entre os citas e a Assíria sob os reinados de Bartatua e seu filho e sucessor Mádies sugere que os sacerdotes assírios aprovaram esse casamento entre uma filha de um rei assírio e um senhor nômade, o que nunca havia acontecido antes na história assíria; os citas foram assim levados a uma aliança conjugal com a Assíria, e Seruaeterate era provavelmente a mãe do filho de Bartatua, Mádies.
O casamento de Bartatua com Seruaeterate exigia que ele jurasse fidelidade à Assíria como vassalo e, de acordo com a lei assíria, os territórios governados por ele seriam seu feudo concedido pelo rei assírio, que tornava a presença cita na Ásia Ocidental uma extensão nominal do Império Neoassírio. Sob esse arranjo, o poder dos citas na Ásia Ocidental dependia fortemente de sua cooperação com o Império Assírio; doravante, os citas permaneceram aliados do Império Assírio.
Ao longo de 660 a 659 a.C., o filho de Assaradão e sucessor do trono assírio, Assurbanípal, enviou seu general Nabû-šar-uṣur para realizar uma  campanha militar contra Manai, que anteriormente, em aliança com o antecessor de Bartatua, Ispacaia, expandiu seus territórios às custas da Assíria. Depois de tentar em vão impedir o avanço assírio, o rei manaiano Aḫsēri foi derrubado por uma rebelião popular e foi morto junto com a maior parte de sua dinastia pela população revoltada, após o que seu filho sobrevivente Uali pediu ajuda da Assíria, que foi fornecida por intermédio do parente de Assurbanípal, o rei cita, após o que os citas estenderam sua hegemonia ao próprio Manai.
Bartatua foi sucedido por seu filho, Mádies, que levaria o poder cita na Ásia Ocidental ao seu auge.

## Inscrição de Saqqez
Uma inscrição de Saqqez escrita em língua cita usando a escrita hieroglífica luviana refere-se a um rei chamado Partitava, que é Bartatua.
| Linha | Transliteração fonética                                                                        | Transliteração cita                                                     | Tradução do português                                                        |
| ----- | ---------------------------------------------------------------------------------------------- | ----------------------------------------------------------------------- | ---------------------------------------------------------------------------- |
| 1     | pa-tì-na-sa-nà tà-pá wá-s₆-na-m₅ XL was-was-ki XXX ár-s-tí-m₅ ś₃-kar-kar (HA) har-s₆-ta₅ LUGAL | patinasana tapa. vasnam: 40 vasaka 30 arzatam šikar. UTA harsta XŠAYAI. | Prato entregue. Valor: 40 bezerros 30 prata šiqlu. E foi apresentado ao rei. |
| 2     | Par-tì-ta₅-wa₅ ki-ś₃-a₄-á KUR-u-pa-ti QU-wa-a₅                                                 | Partitava xšaya DAHYUupati xva-                                         | Rei Partitavas, os donos da terra pro-                                       |
| 3     | i₅-pa-ś₂-a-m₂                                                                                  | ipašyam                                                                 | -priedade                                                                    |